# Convenzioni Bonn-Parigi
Le convenzioni Bonn-Parigi furono firmate nel 1952 ed entrarono in vigore dopo la ratifica nel 1955. Le convenzioni posero fine all'occupazione alleata della Germania Ovest.
Il ritardo fra la firma e la ratificazione fu dovuto alla mancata presenza francese alla ratifica della realizzazione del trattato alla Comunità europea di difesa (CED). Questo fu infine superato dal primo ministro britannico Anthony Eden, che propose l'ingresso della Germania Ovest nella NATO e l'eliminazione dei riferimenti ad una "Comunità internazionale" nelle convenzioni Bonn-Parigi. Il trattato riveduto fu firmato ad una cerimonia organizzata a Parigi il 23 ottobre 1954. Le convenzioni entrarono in vigore durante l'ultimo incontro dell'Alta commissione alleata, che ebbe luogo nell'ambasciata statunitense a Bonn il 5 maggio 1955.